# Social Blade
Social Blade (іноді пишеться як SocialBlade) — американський аналітичний вебсайт соціальних мереж. Social Blade, зокрема, відстежує платформу YouTube, але також містить аналітичну інформацію про Twitch, Facebook, Instagram, Twitter, TikTok, Trovo, Dailymotion, Mixer, DLive і StoryFire. Social Blade функціонує як API третьої сторони, надаючи своїм користувачам зведені дані з різних платформ соціальних медіа. Джейсон Урго є генеральним директором Social Blade.

## Історія
Джейсон Урго, генеральний директор Social Blade, запустив веб-сайт у лютому 2008 року для відстеження статистики веб-сайту Digg. У 2010 році вебсайт перейшов на відстеження статистики YouTube. У жовтні 2012 року Social Blade стала ТОВ. У 2014 році Social Blade запустив послуги консалтингу та управління каналами.
24 жовтня 2018 року Social Blade розпочав популярну пряму трансляцію, щоб показати різницю передплатників між T-Series і PewDiePie в онлайн-конкурсі. У квітні 2019 року стрім регулярно мав 900 глядачів, що призвело до значного збільшення кількості підписників на Social Blade. Щоб привернути увагу в квітні 2019 року, Social Blade використав першоквітневий жарт, де вони дозволили користувачам змінювати кількість передплатників і рейтинги до смішно високих цифр.

## Збір даних та інші функції
На своїй сторінці з поширеними запитаннями (FAQ) Social Blade написав, що «щоб найкраще масштабувати наше відстеження відповідно до потреб мільйонів користувачів Social Blade, ми отримуємо дані з загальнодоступного API YouTube. Це означає, що ми отримуємо ту саму інформацію, яку ви бачите на загальнодоступних сторінках каналів YouTube, ми лише працюємо над тим, щоб перевірити ці дані протягом кількох днів і звести їх у формат відображення, який буде корисним для вас.» Social Blade — це вебсайт, який містить прогнози передплатників. Social Blade також надає оновлення кількості передплатників у реальному часі.
Також було відзначено, що Social Blade співпрацює з творцями контенту та багатоканальними мережами YouTube (MCN), щоб допомогти творцям знайти партнерство.

## Визнання

### Платформи соціальних мереж
Офіційний обліковий запис YouTube у Твіттері @TeamYouTube написав, що «будь ласка, знайте, що програми сторонніх розробників, такі як SocialBlade, неточно відображають активність передплатників». Твіттер-акаунт Social Blade відповів на цей твіт, прокоментувавши: «Ми не вигадуємо дані. Ми отримуємо його з YouTube API. Ми покладаємося на його точність». Менеджер спільноти Social Blade Денні Фрателла припустив, що творці контенту YouTube можуть більше помічати зменшення кількості підписників і переглядів завдяки більшій доступності інструментів відстеження даних, таких як Social Blade.

### ЗМІ
HuffPost писав, що «Social Blade оцінює прибутки для кожного каналу YouTube на основі грошей, отриманих за кожну тисячу переглядів реклами. Ці оцінки не точні. Натомість вони створюють мінімальну та максимальну суму, яку може заробити канал; в деяких випадках діапазон може бути величезним. Менеджер служби підтримки Social Blade Дженна Арнольд заявила, що «діапазон величезний, оскільки CPM [вартість за тисячу переглядів] НАСТІЛЬКИ різниться. У середньому вони можуть становити від 0,25 до 4,00 доларів». Урго також прокоментував діапазон 0,25–4,00 доларів США за 1000 переглядів, зазначивши, що «ці дані змінюються час від часу і не є точною наукою, але загалом справедливі для більшості каналів.